# Quotenschaden
Als Quotenschaden bezeichnet man im deutschen Recht den Schaden, der durch die verspätete Stellung eines Insolvenzantrages entstanden ist (siehe Insolvenzverschleppung). Praktische Relevanz hat der Quotenschaden also nur dort, wo auch eine Pflicht zur Stellung des Insolvenzantrags besteht.
Gesetzliche Vorschriften (etwa § 15a Abs. 1 Insolvenzordnung (InsO)) sehen vor, dass ein Insolvenzantrag unter bestimmten Umständen zwingend zu stellen ist, sobald die materielle Insolvenz, also Zahlungsunfähigkeit oder Überschuldung eingetreten ist. Dadurch soll gewährleistet werden, dass das der Gläubigergesamtheit haftende Vermögen nicht weiter aufgezehrt wird. Da die Insolvenzgläubiger im Insolvenzverfahren nur eine quotale Befriedigung erhalten, soll durch die Pflicht zur frühen Antragstellung eine möglichst hohe Quote gewährleistet werden. Wird der Antrag nicht rechtzeitig gestellt und vermindert sich solange das haftende Vermögen, erhalten die Gläubiger eine niedrigere Quote.
Beispiel:
Die Verbindlichkeiten der S-GmbH betragen 100.000 €. Davon gehen 50.000 € auf den Großgläubiger B zurück. Zum Zeitpunkt des Eintritts der Überschuldung ist das Vermögen der S noch 20.000 € Wert. Nach Abzug der Kosten des Insolvenzverfahrens verblieben zur Befriedigung der Gläubiger noch 10.000 €. Damit wäre die erzielte Quote = 10.000/100.000 = 10 %. B bekäme unter diesen Umständen 5.000 €.
Der Geschäftsführer G vertraut jedoch fahrlässig darauf, dass ein großer Auftrag bald reinkommt, durch den die Gesellschaft gerettet wäre. Der Auftrag bleibt aus. Durch die Bezahlung der laufenden Kosten verringert sich das Vermögen auf 15.000 €. Als auch G erkennt, das alles vorbei ist, stellt er den Insolvenzantrag. Die masseabhängigen Kosten des Verfahrens betragen zwar nur noch ca. 8.000 €, aber auch das Vermögen zur Befriedigung der Insolvenzgläubiger ist damit auf 7.000 € und die Quote auf 7 % gesunken. Jedem Insolvenzgläubiger ist damit ein Schaden in Höhe von 3 Prozentpunkten oder 30 % der ursprünglichen Erwartung entstanden. G haftet für diesen Schaden nach § 823 Abs. 2 BGB i. V. m. § 15a Abs. 1 InsO. B, der nur noch 3.500 € erhält, kann die übrigen 1.500 € von G verlangen.
Wird das Insolvenzverfahren eröffnet (was wegen § 26 InsO nicht zwingend ist), können die Gläubiger nicht selbst den Quotenschaden gegen den Schädiger geltend machen. Vielmehr steht dieses Recht gemäß § 92 InsO (Gesamtschadensliquidation) ausschließlich dem Insolvenzverwalter zu. Er zieht einheitlich die Schadensersatzforderung für alle Gläubiger zur Masse, die dadurch auf den Betrag aufgestockt wird, der vorhanden wäre, wenn der Antrag rechtzeitig gestellt worden wäre. Allerdings kann es dabei vorkommen, dass der Schädiger selbst nicht mehr im vollen Umfang leistungsfähig ist.
Der Quotenschaden ist nicht mit dem Schaden zu verwechseln, den die Gläubiger erleiden, deren Forderungen erst nach der materiellen Insolvenz entstehen (sog. Neugläubiger).
Beispiel:
Die S-GmbH aus dem vorangehenden Beispiel ist seit dem 1. Januar 2006 überschuldet. Am 1. Februar 2006 veräußert die N an die S einen alten Pkw für 500 €. Der Kaufpreis soll später bezahlt werden. Am Ende erhält N nur die 7 %, mithin 35 €.
Hätte G am 1. Januar 2006 den Antrag gestellt, hätte sich N auf das Geschäft gar nicht eingelassen (daher: Vertrauensschaden). Ihr Schaden beträgt daher 465 €. Dieser Schaden ist kein Quotenschaden. Aber auch N erleidet einen Quotenschaden dadurch, dass G erst am 1. März 2006 den Antrag stellt, wenn sich das den Insolvenzgläubigern haftende Vermögen auch zwischen dem 1. Februar und dem 1. März verringert hatte. Der Schadensersatzanspruch wird ebenfalls aus § 823 Abs. 2 BGB i. V. m. § 15a Abs. 1 InsO hergeleitet. Der Vertrauensschaden ist jedoch kein Quotenschaden, sondern entsteht jedem Gläubiger einzeln und ggf. in unterschiedlicher Höhe. Daher ist der Insolvenzverwalter insoweit auch nicht nach § 92 InsO zur Geltendmachung berufen.

## Praxis
In der Praxis ist die erfolgreiche Geltendmachung des Quotenschadens selten. Selbst für den Insolvenzverwalter, der leichter auf die Unterlagen des Schuldners zugreifen kann als die einzelnen Gläubiger, stellt die Berechnung des Quotenschadens eine große Herausforderung dar. Denn es muss errechnet werden, wann der Antrag hätte gestellt werden müssen und wie die Quotenaussichten zu diesem Zeitpunkt waren. Bei umfangreicheren Unternehmen wird die Prüfung erfahrenen Unternehmensprüfern übertragen. Das ist jedoch teuer, die Kosten müssen aus der Masse vorgeschossen werden. Gerade bei Verdacht auf Uneinbringlichkeit der Schadensersatzforderung wird häufig von der Geltendmachung abgesehen.
Im Prozess ist der Insolvenzverwalter zudem auch beweispflichtig.